# Sadhna (film, 1958)
Pour l’article homonyme, voir Sadhna.
Pour plus de détails, voir Fiche technique et Distribution.
Sadhna, en hindi : साधना, ourdou : سادھنا, translittéré Sadhana, littéralement en français : Réalise, est un film d'orientation sociale (en) du cinéma indien, en hindi, de 1958, réalisé par Baldev Raj Chopra. Il met en vedette Vyjayanthimala et Sunil Dutt. L'histoire, le scénario et les dialogues ont été écrits par Mukhram Sharma (en). Le film tourne autour de Rajini (Vyjayanthimala), une prostituée et de son histoire d'amour avec un professeur (Sunil Dutt). Lors de la 6e cérémonie des Filmfare Awards, Vyjayanthimala obtient le prix de la meilleure actrice et Mukhram Sharma (en), celui de la meilleure histoire.

## Fiche technique
Sauf indication contraire, les informations mentionnées dans cette section peuvent être confirmées par la base de données cinématographiques IMDb,  présente dans la section « Liens externes ».
- Titre : Sadhna
- Réalisation : Baldev Raj Chopra
- Scénario : Mukhram Sharma (en)
- Langue : Hindi
- Genre : Film d'orientation sociale (en)
- Durée : 137 minutes (2h17)
- Dates de sorties en salles :
  -  Inde : 1er janvier 1958